# Nữ thần Kâyno

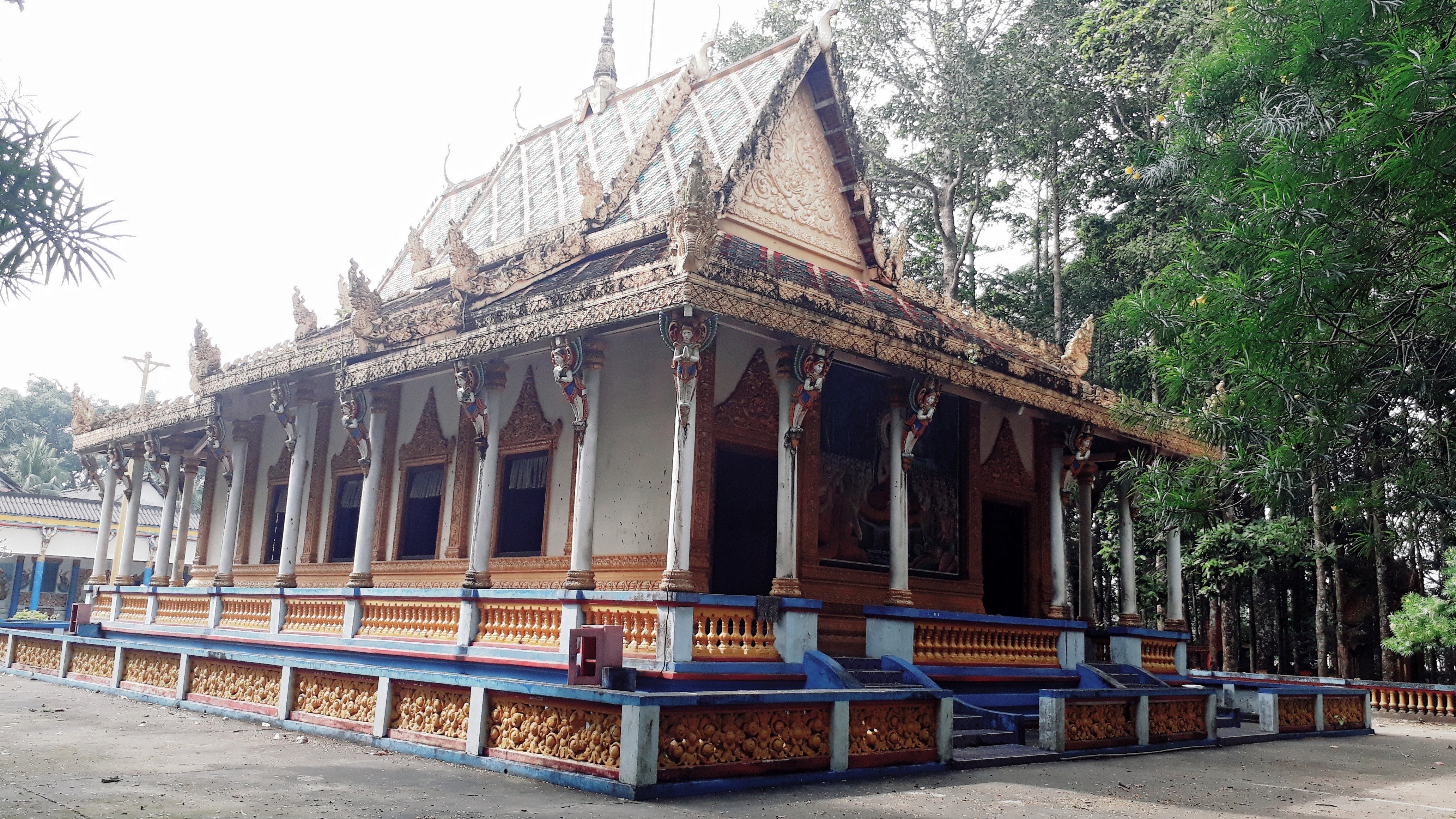
Tạo hình các nữ thần Kâyno trên mái cột chánh điện Chùa Dơi, Sóc Trăng, Việt Nam.

Nữ thần Kâyno hay nữ thần Kaynor là một biểu tượng thần thánh quan trọng xuất hiện trong nghệ thuật kiến trúc tôn giáo của người Khmer, thường được thể hiện với hình thái kết hợp giữa người và chim. Biểu tượng này đóng vai trò thiết yếu trong việc tạo nên bản sắc riêng cho các công trình chùa Khmer ở Việt Nam, đặc biệt tại vùng Nam Bộ, Việt Nam. Hình tượng nữ thần thường được bố trí ở vị trí đầu cột chống đỡ mái chùa, tạo ra sự liên kết hài hòa giữa cấu trúc thẳng đứng của cột và cấu trúc ngang của mái.